# Hét
Hét ist eine ungarische Gemeinde im Kreis Putnok im Komitat Borsod-Abaúj-Zemplén.

## Geografische Lage
Hét liegt in Nordungarn, 36 Kilometer nordwestlich des Komitatssitzes Miskolc, 3,5 Kilometer südwestlich des Zentrums der Kreisstadt Putnok in 500 Meter Entfernung vom Fluss Sajó. Die Nachbargemeinden sind Bánréve und Serényfalva, beide vier Kilometer von Hét entfernt.

## Geschichte
Im Jahr 1913 gab es in der damaligen Kleingemeinde 85 Häuser und 370 Einwohner auf einer Fläche von 559 Katastraljochen. Sie gehörte zu dieser Zeit zum Bezirk Putnok im Komitat Gömör és Kishont.

## Sehenswürdigkeiten
- Plastik Hét madár (Sieben Vögel), erschaffen von József Kövér
- Reformierte Kirche, erbaut 1786–1787
- Skulptur Horgász, erschaffen von György Törő
- Zoltán-Ujváry-Denkmal,  erschaffen von József Kövér

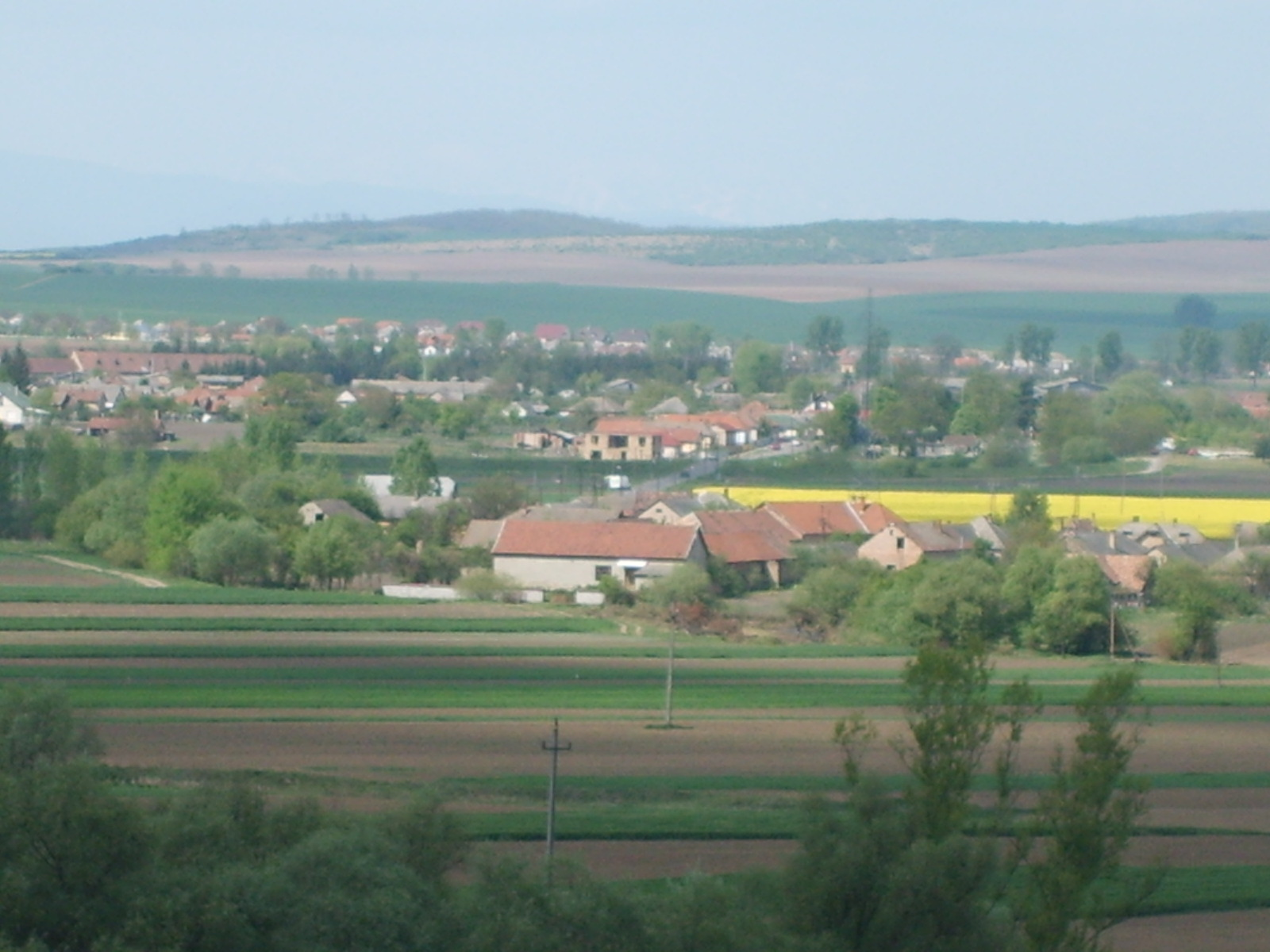
Blick auf Hét
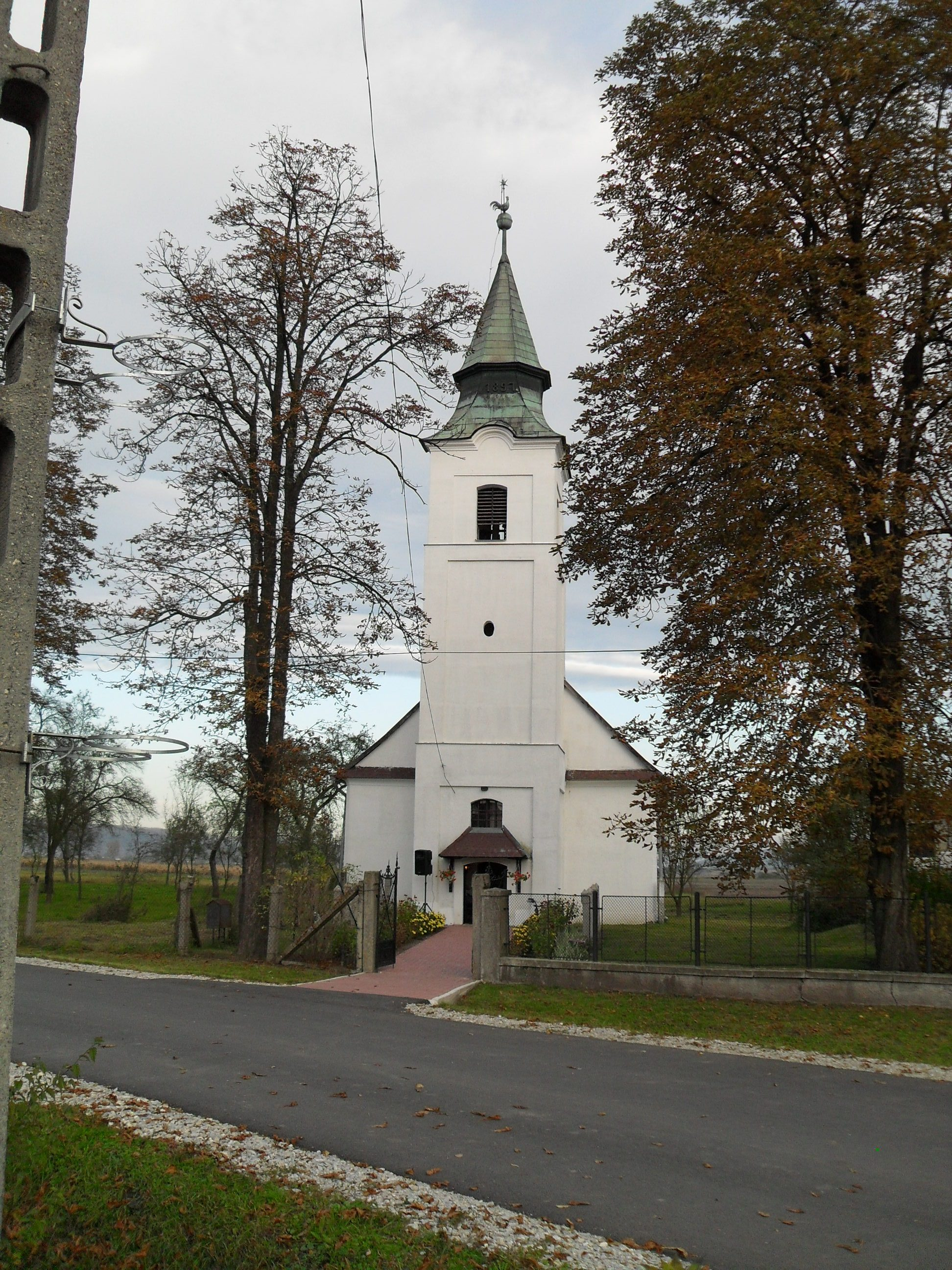
Reformierte Kirche in Hét

## Verkehr
Hét ist nur über die Nebenstraße Nr. 25125 zu erreichen. Es bestehen Busverbindungen nach Putnok, Serényfalva und Ózd. Die nächstgelegene Bahnstation befindet sich ungefähr zwei Kilometer nördlich in Pogonyipuszta.